# Q-ladja
Q-ladje, (ang.Q-ship, Q-boat, decoy vessel ali mystery ship) so bile trgovske ladje zakamuflirano oborožene za potaplanje nemških podmornic. Namen je bil, da bi zvabili podmornico na površje, kjer bi le-ta uporabila topove za potopitev ladje - podmornice niso vedno uporabljale torpedov. Q-ladja naj bi potem skušala s topovi potopiti podmornico. Med 1. svetovno vojno jih je uporabljala Britanska mornarica, med 2. svetovno vojno pa poleg Britanske še Ameriška mornarica. 
V 1. svetovni vojni so nemške podmornice (U-Boot) povzročale hude izgube britanskim tovornim ladjam. Trgovske ladje so začele pluti v konvojih, ki so jih po navadi spremljale vojaške ladje. Tako so zmanjšali izgube.